# Giacomo Filibeck
Giacomo Filibeck, född 1978 i Rom, är en italiensk politiker och generalsekreterare för Europeiska socialdemokratiska partiet (PES) sedan 2023.

## Biografi

### Utbildning
Filibeck har en kandidatexamen i statsvetenskap och en Executive Master från INSEAD.

### Tidigt engagemang
Filibeck blev aktiv i europeiska student- och ungdomsrörelser 1997, där han bland annat ingick i ledningen för OBESSU (Organizing Bureau of European School Students Unions). Mellan 2002 och 2009 var han ordförande för European Youth Forum. 2005 efterträdde han svensken Anders Lindberg som ordförande för Unga europeiska socialdemokrater (YES), en roll han hade till 2009. Han satt även i presidiet för PES för YES räkning.

### Nationella uppdrag
År 2010 anslöt han sig till Partito Democratico:s internationella avdelning, där han ansvarade för Mellanöstern, Medelhavsområdet och Afrika och följde händelserna under den arabiska våren.
År 2013 utsågs han till ordförande för Partito Democratico:s forum för utrikespolitik.
Mellan 2014 och 2015 tjänstgjorde han som direktör för internationella relationer vid Italiens jordbruksministerium.

### Partiuppdrag – PES
Vid PES-kongressen i Berlin i oktober 2022 valdes Filibeck till Executive Secretary General med ansvar för internationella frågor och ekonomi. Han tillträdde som generalsekreterare för PES 2023.